# Nicholas Reade

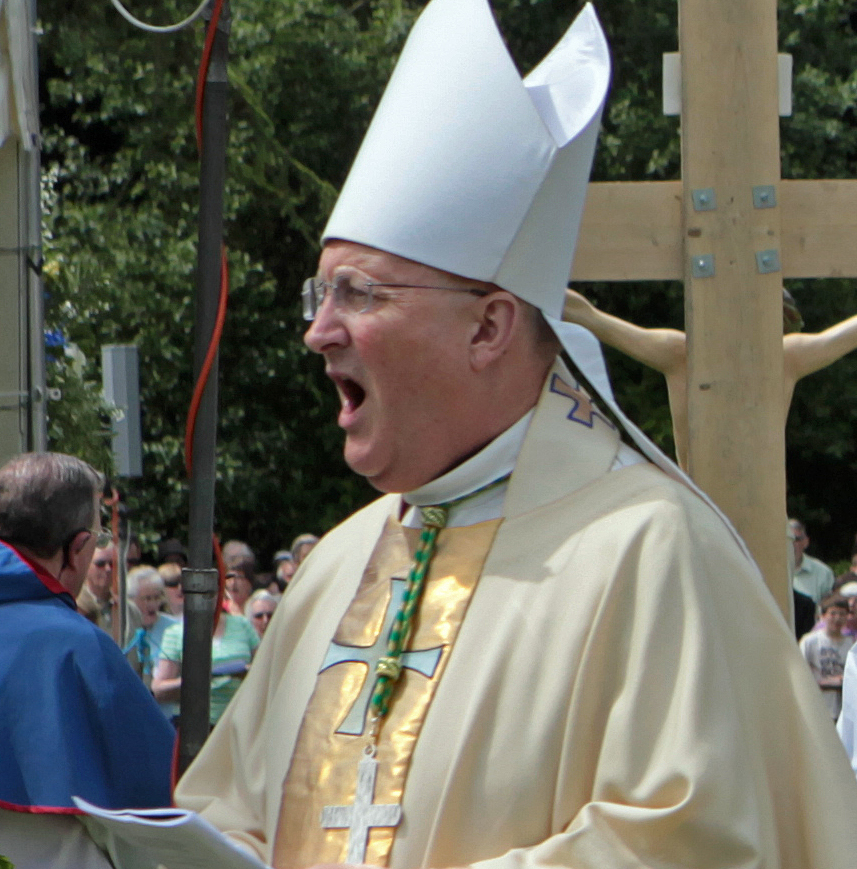
Nicholas Reade

Nicholas Reade (* 9. Dezember 1946) ist ein britischer anglikanischer Geistlicher. Er war von 2004 bis Oktober 2012 Bischof von Blackburn.

## Leben und Karriere
Reade besuchte die University of Leeds und schloss diese 1970 mit einem Bachelor und einem Diplom in Theologie (Diploma of Theology) ab. Ab 1970 besuchte er zur Vorbereitung auf das Priesteramt das College of the Resurrection in Mirfield.
1973 wurde er zum Diakon geweiht, 1974 zum Priester. Von 1973 bis 1975 war er Vikar an der St Chad's Church in Coseley in der Diözese von Lichfield.
Von 1975 bis 1978 war er als Hilfsvikar an der St Nicholas Church in Codshall tätig. Gleichzeitig war er als Pfarradministrator (Priest-in-charge) für die Holy Cross Church in Bilbrook, ebenfalls in der Diözese von Lichfield, zuständig.
1978 bis 1982 war er als Vikar an der St Peter Church in Upper Gornal in der Grafschaft Staffordshire und als Kaplan am Burton Road Hospital in Dudley tätig. Von 1982 bis 1988 war er Vikar an der St. Dunstan's Church in Mayfield und war Landdekan in Dallington. Von 1988 bis 1997 war er Vikar an St Mary’s in Eastbourne und Landdekan von Eastbourne. Er war Dompfarrer und Präbendar der Kathedrale von Chichester von 1990 bis 1997. Von 1997 bis 2004 war er Erzdiakon von Lewes and Hastings in East Sussex.
Von 2004 bis Oktober 2012 war Reade Lord Bischof von Blackburn. Sein Nachfolger als Bischof von Blackburn wurde Ende September 2013 Julian Henderson.
Reade übernahm während seiner Tätigkeit als Priester auch Aufgaben in der kirchlichen Selbstverwaltung. Von 1995 bis 2000 war Reade Mitglied der Generalsynode der Anglikanischen Kirche, seit 2002 ist er es erneut.
Reade war Rektor mehrerer Schulen, unter anderem an der St. Mary’s Hall School in Brighton in Sussex und an der Bishop Bell Church of England Aided Secondary School. Von 1988 bis 1997 war er Mitglied der Liturgiekommission in der Diözese von Chichester.
Reade hat außerdem Ämter in verschiedenen Organisationen inne. Er ist seit 1994 Präsident der Eastbourne and District Police Court Mission und Präsident des Crowhurst Healing Centre, einem christlichen Zentrum für spirituelle Einkehr und gemeinsame Rüstzeiten. Von 1995 bis 1998 war er als Vermögensverwalter und finanzieller Treuhänder des St. Wilfried-Hospizes in Eastbourne tätig. Seit 1997 ist er Schirmherr der Sussex Heritage Trust Ltd., eines eingetragenen Wohltätigkeitsvereins zur Erhaltung und Förderung des architektonischen und natürlichen Erbes von Sussex.
Seit 2004 gehört er der Healing Ministry Group des House of Bishops an. Seit 2006 ist er Schirmherr von SELRAP (Skipton and East Lancs Rail Action Partnership), einer Initiative zur Wiedereinführung der früheren Bahnstrecke zwischen Skipton und Colne.
2005 wurde Reade Vize-Präsident der Disabled Living Foundation (DLF), einer Hilfsorganisation für Menschen mit Behinderungen. Im gleichen Jahr wurde er Schirmherr der Rosemere Cancer Foundation in Preston in Lancashire und Schirmherr von Helping Hands. Seit 2006 ist er Schirmherr des Derian House Children’s Hospice in Chorley. Seit 2007 ist er außerdem Schirmherr von Philippi Trust, einer christlichen Seelsorgeorganisation in Blackpool.
2008 wurde Reade Vorsitzender des Committee for Ministry of and among Deaf and Disabled People (CMDDP), das für die Gehörlosenseelsorge in der Church of England zuständig ist. Seit 2008 ist er ebenfalls Mitglied der Senior Appointments Group, einer Gruppe zur Besetzung von Führungspositionen in der Church of England.
Reade ist verheiratet und Vater einer Tochter. Seine Frau Christine ist Lehrerin.

## Mitgliedschaft im House of Lords
Vom 5. Oktober 2009 bis zum 31. Oktober 2012 gehörte Reade als Geistlicher Lord dem House of Lords an. Seine Antrittsrede hielt er am 24. November 2009.
Zu seinen politischen Interessengebieten zählt Reade die Unterstützung und Förderung von Menschen mit Behinderungen und Gehörlosigkeit, Öffentliche Wohlfahrt und die Erfüllung von Gemeinschaftsaufgaben, sowie spirituelle Einkehr und ganzheitliche Betrachtung des Menschen in der Gesellschaft.

## Wirken in der Öffentlichkeit
In kirchenrechtlichen Fragen vertritt Reade einen konservativen Standpunkt. Er wird der Gruppe der Traditionalisten in der Church of England zugerechnet. Reade konstatierte einen schwindenden Einfluss der Church of England. Auch sei es für Christen immer schwieriger, ihren Glauben öffentlich zu bekennen, besonders in Gebieten, in denen ein hoher Anteil an Immigranten lebe.
Im Juli 2008 nahm er nicht an der Lambeth-Konferenz teil, die sich unter anderem mit Fragen der Frauenordination und Homosexualität befasste. Reade gab an, die Bischöfe seien im Vorfeld der Konferenz nicht hinreichend informiert worden, um dort zu so wichtigen Fragen Stellung nehmen zu können.
Im August 2008 gehörte Reade zu einer Gruppe von Bischöfen, die in einer öffentlichen Erklärung Erzbischof Rowan Williams gegen Kritik bezüglich dessen Haltung in der Frage der Homosexualität in Schutz nahmen. Williams hatte erklärt, dass er als Erzbischof von Canterbury die Lehre der Church of England vertrete, auch wenn er als Privatmann eine liberale Einstellung bezüglich der Homosexualität habe.
Im April 2009 nahm er an der Messe zum silbernen Jubiläum von Erzbischof Patrick Kelly teil.
Im November 2009 erklärte er, er werde nicht zum Katholizismus konvertieren.
Dem war eine päpstliche Konstitution von Benedikt XVI. vorangegangen, die anglikanischen Geistlichen den Übertritt zum Katholizismus ermöglicht. So können beispielsweise auch verheiratete anglikanische Geistliche zum katholischen Glauben übertreten und Priester bleiben.
Zum Beginn der Adventszeit rief er im November 2009 dazu auf, christliche Symbole, wie zum Beispiel das Fischerzeichen oder ein Kreuz zu tragen. Reade betonte, in einer Zeit zunehmender Säkularisierung in allen gesellschaftlichen Bereichen, wo oft nur noch die Gesetze des Marktes Geltung fänden, sei es wichtig, sich zu den christlichen Werten und zu ihren Insignien zu bekennen, auch wenn die Verwendung religiöser Symbole inzwischen häufig als politisch nicht korrekt angesehen werde.
Ebenfalls im November 2009 organisierte Reade als Diözesanbischof von Blackburn ein interreligiöses Seminar in Burnley, an dem unter anderem Rowan Williams und Vertreter anderer Religionen teilnehmen und Fragen des Umweltschutzes und des interreligiösen Dialog diskutierten.
In der Adventszeit 2009 übernahm er das Amt des Gildevorstehers (Warden of the Guild) der Gilde von St. Raphael (Guild of St Raphael), einer kirchlichen Organisation.